# Barbule et hampe de vent
Pour les articles homonymes, voir Barbule.
Le barbule et la hampe de vent sont des symboles pour indiquer la force et la direction du vent sur une carte météorologique. La hampe est une courte ligne droite dont une extrémité touche le cercle de la station météorologique et représente la direction d'où souffle le vent. Les barbules sont des traits ou des fanions qui sont placés sur la hampe afin de décrire simplement la force du vent. Il est à noter que le vent pointé par ces symboles représente le vent soutenu à la station de mesure, tel que mentionné dans un bulletin comme le METAR,  et ne comprend pas les rafales. 

## Fonctionnement

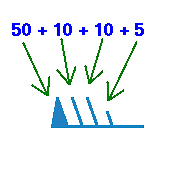
Quelques barbules et fanions de vent posés sur la hampe

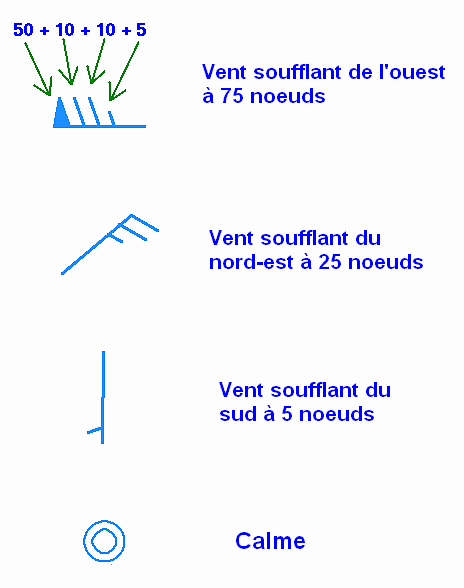
Exemples de représentations du vent

La hampe de vent est une ligne droite qui indique la direction du vent. Sa tête est placée à la position de la station de mesure (où la vitesse du vent a été mesurée) et son arrière montre le côté d'où vient le vent. La vitesse est donnée en dessinant des traits ou des fanions à l'arrière de cette hampe de vent, ce sont les barbules de vent (qu'on peut considérer comme formant l'empennage de la hampe considérée comme une flèche sans pointe ou sans fer),,. Elles mesurent la vitesse du vent en nœuds (le nœud n'est pas une mesure du système international ; il vaut environ un demi mètre par seconde, exactement 0,514 m/s).  
- un vent calme (moins de 1 nœud ou environ 0,5 m/s) est indiqué par un cercle au lieu d'une hampe et de barbules ;
- un vent de 1 à 3 nœuds (soit entre 0,5 et 1,5 m/s) est indiqué par une hampe sans trait ;
- chaque demi-trait représente 5 nœuds (soit environ 2,5 m/s) ;
- chaque trait plein représente 10 nœuds (soit environ 5 m/s) ;
- chaque fanion (symbole triangulaire) représente 50 nœuds (soit environ 25 m/s).

Sur l'image ci-contre, le vent souffle d'ouest en est, c'est donc un vent d'ouest, à 75 nœuds (soit environ 40 m/s) (un fanion, deux traits et un demi trait).
D'autres exemples sont donnés ci-contre.
Les barbules se dessinent toujours sur la hampe du côté où sont les pressions les plus basses, l'avant de la hampe étant  le point de la station de mesure. Ainsi, elles sont à la gauche de la hampe dans l'hémisphère nord et à droite dans l'hémisphère sud, ceci  aussi bien pour une dépression qu'un anticyclone,. Cela est dû au sens de rotation des dépressions et des anticyclones qui est inversé d'un hémisphère à l'autre.

## Utilisation
Une fois les différentes hampes et barbules pointées sur une carte, une analyse des isoplèthes (ligne d'égales forces de vent ici) peut être tracées. Dans le cas de données relevées par un ballon-sonde, ces isoplèthes sont particulièrement utiles pour localiser le courant-jet en altitude, se situant habituellement au niveau 300 hPa ou au-dessus.

## Sources
- (en) Cet article est partiellement ou en totalité issu de l’article de Wikipédia en anglais intitulé « Station model » (voir la liste des auteurs).

1. ↑  Organisation météorologique mondiale, « Hampe de vent », sur Eumetcal, 10 août 2013 (consulté le 16 juillet 2017).
2. 1 2  Organisation météorologique mondiale, « Barbule », sur Eumetcal, 10 août 2013 (consulté le 16 juillet 2017).
3. ↑  « La mesure de la vitesse et de la direction du vent », Ressources éducatives, sur meteocentre.com (consulté le 16 juillet 2017).
4. 1 2  Service canadiens des glaces, « Cartes des vents marins », Environnement et Changement climatique Canada, 15 juin 2017 (consulté le 16 juillet 2017).
5. ↑  (en) COMET, « Overview of Weather Maps and Symbols : Wind Barbs », Introduction du Meteorological Charting, sur www.meted.ucar.edu, UCAR, 2015 (consulté le 16 juillet 2017).
6. ↑  (en) BOM, « How strong will the winds be? », Interpreting the Mean Sea Level Pressure (MSLP) Analysis (consulté le 16 juillet 2017).
7. ↑  Terry T. Lankford, Aviation Weather Handbook, McGraw-Hill Professional, 2000, 656 p. (ISBN 978-0-07-136103-3)